# 正解るんです
『正解るんです』（わかるんです）は、1991年4月3日から1993年3月22日まで中部日本放送（CBC）で放送されたバラエティ番組。

## 概要
今田耕司と東野幸治が東海3県各地の街を歩き、その場で出会った人々とインタビューをしたり、プレゼント商品を賭けてクイズやゲームで対戦などをした深夜のバラエティー番組である。番組タイトルは吉田戦車の漫画『伝染るんです。』に由来する。街歩きが主体なのは、今田の「『夜はクネクネ（毎日放送）』みたいな番組がしたい」という要望から。ちなみに、『夜はクネクネ』及び当番組は共にかわら長介が構成を担当した。
プレゼント商品はテレビ・ウォークマン・CDラジカセ・コードレス電話・時計などで、商品スポンサーが「ソニースペシャルディーラーアオキ」という名古屋市中村区にあったソニー系の電器店だったことからソニー製品が中心だった。家電製品のほか、現金やホテルレオパレス名古屋のペア宿泊券などがあった。
この番組は、WコウジがCBCテレビで初めてレギュラーに持った番組である。2人は、この番組から『本能Z』（2020年3月終了）まで、（3年半のブランクをはさんで）延べ29年間にわたって同局制作のバラエティ番組にレギュラーで出演。スペシャル番組にも多々登場している。

## 放送時間
いずれもJST。
- 水曜 24:35 - 25:30 （1991年4月 - 1992年3月）
- 月曜 23:58 - 24:53 （1992年4月 - 1993年3月）

## 出演者
- 今田耕司
- 東野幸治
- ココ（第1回 - 第50回）
- ボビー宇野（BS1、第5回 - 第96回） - 名古屋吉本2期生。
- チャッピー（第51回 - 第96回） - 名古屋吉本2期生。

## スタッフ
- 構成 - かわら長介
- ディレクター - 高木昭浩（名古屋ウエルカム）
- アシスタントプロデューサー - 服部恒明（CBC）、新田敦生（吉本興業）
- プロデューサー - 羽雁彰（CBC）、竹内宏文（吉本興業）
- 協力 - 名古屋ウエルカム
- 制作著作 - 中部日本放送

## 対戦ゲーム
レギュラー陣と各回で出会った人が1対1で対決していたが、時には団体戦を実施することもあった。
- ヘッドバット対決
- ヘッドロック対決
- ボールを探せ - 公園など一定の区域内に隠されたボールを見付けるゲーム。
- ブラ360°回転ゲーム - ブラジャーを1回転させる早さを競うゲーム。
- ゴボゴボゲーム - 仰向けに寝た状態で口を開け、そこに炭酸飲料を注いでどれだけ長く耐えられるかを競うゲーム。今田と東野はこのゲームをいたく気に入り、他の番組でも使っていた。
- ビンタ合戦
- お色気コトバ合戦 - 放送コードに触れない程度の卑猥な言葉を言い合うゲーム。
- ホットドリンク一気飲み

これらの他にも、場所や状況に合わせてその場で考案した1回限りのゲームが多数あった。

## ロケ地
ロケは基本的にCBCテレビの放送対象エリア内の街で行われていたが、第71回・第72回・第95回のロケは放送対象エリア外で行われた。
- 第1回 - 栄・矢場町
- 第2回 - 熱田神宮
- 第3回 - 星ヶ丘
- 第4回 - 東山公園
- 第5回 - 庄内緑地公園
- 第6回 - 植田駅周辺
- 第7回 - 鳥羽
- 第8回 - 星ヶ丘
- 第9回 - 栄・住吉（プリンセス大通り）
- 第10回 - 柳ヶ瀬
- 第11回 - 高山 パート1
- 第12回 - 高山 パート2
- 第13回 - 下呂温泉
- 第14回 - 名古屋駅周辺
- 第15回 - 蒲郡
- 第16回 - 大須
- 第17回 - 藤ヶ丘
- 第18回 - 一宮
- 第19回 - 内海海水浴場
- 第20回 - 四日市
- 第21回 - 竜泉寺ウォーターパーク
- 第22回 - 広小路
- 第23回 - 大須〜若宮大通
- 第24回 - 名古屋駅〜伏見
- 第25回 - 大垣
- 第26回 - 浜松
- 第27回 - 中京大学
- 第28回 - 桑名
- 第29回 - 豊田
- 第30回 - 名古屋城
- 第31回 - 南勢町（現 南伊勢町）
- 第32回 - 秋の祭典 1 （愛知県森林公園）
- 第33回 - 秋の祭典 2
- 第34回 - 二見（現 伊勢市）
- 第35回 - 東邦学園（現 愛知東邦大学、東邦学園短期大学）学園祭
- 第36回 - 金山
- 第37回 - 豊橋
- 第38回 - '91 年忘れ総集編
- 第39回 - 新栄・栄
- 第40回 - 多治見
- 第41回 - 岡崎
- 第42回 - 江南団地
- 第43回 - 関
- 第44回 - 千種・今池
- 第45回 - 大曽根
- 第46回 - 津
- 第47回 - 名城大学
- 第48回 - 名古屋音楽大学
- 第49回 - 高蔵寺ニュータウン
- 第50回 - 平針

- 第51回 - 大須
- 第52回 - 大垣駅周辺
- 第53回 - 名古屋駅周辺
- 第54回 - 本山
- 第55回 - 伊勢
- 第56回 - 半田
- 第57回 - 愛知青少年公園（現 愛・地球博記念公園）
- 第58回 - 瀬戸
- 第59回 - 瑞穂
- 第60回 - 春日井
- 第61回 - 安城
- 第62回 - 篠島
- 第63回 - 円頓寺商店街
- 第64回 - 四日市
- 第65回 - 鶴舞
- 第66回 - 日本モンキーパーク
- 第67回 - 名古屋港
- 第68回 - 根ノ上高原キャンプ場
- 第69回 - 杁中
- 第70回 - 内海・千鳥ヶ浜
- 第71回 - 北海道（札幌）
- 第72回 - 北海道（小樽）
- 第73回 - 蟹江
- 第74回 - 白川公園
- 第75回 - 金華山
- 第76回 - 名古屋駅西口
- 第77回 - 覚王山
- 第78回 - 浜名湖
- 第79回 - 勝川
- 第80回 - 松阪
- 第81回 - 上飯田
- 第82回 - 名城公園
- 第83回 - 大高緑地公園
- 第84回 - 湯の山
- 第85回 - '92 年忘れ総集編
- 第86回 - 堀田
- 第87回 - 小牧
- 第88回 - 豊川稲荷
- 第89回 - 浄心
- 第90回 - 国府宮
- 第91回 - 大府
- 第92回 - 新栄町
- 第93回 - 瑞浪・土岐
- 第94回 - 茶臼山高原スキー場
- 第95回 - 彦根
- 第96回 - 栄

## テーマ曲

### オープニングテーマ
- ハミングロード（佐藤聖子、第51回 - 第96回）

### エンディングテーマ
- 星のいない週末（佐藤聖子、第51回 - 不明）
- 青少年へ 社長より（今田耕司・東野幸治、不明 - 第96回）

## エピソード
- 1991年秋に「秋の祭典」と題したイベントを開催。このイベントには3,000人を超えるファンが集まり、その模様は番組内で2回（第32回、第33回）にわたって放送された。最大の催しとして、イベント参加者全員によるゲーム大会（『アメリカ横断ウルトラクイズ』のように場所を移動しつつ徐々に人を減らしていく形式）が行われ、最後まで勝ち残った1人には中古ながらBMWが贈られた。
- 東野は第11回目の高山の回でパラグライダー対決をした際に、空を飛びながら「ファンレターお待ちしてます」と叫んだ。それに応えて送った写真同封のファンレターをきっかけに知り合い、結婚したのが東野の妻である。

| 中部日本放送 水曜24:35枠                                                                            | 中部日本放送 水曜24:35枠               | 中部日本放送 水曜24:35枠               |
| 前番組                                                                                              | 番組名                                 | 次番組                                 |
| --------------------------------------------------------------------------------------------------- | -------------------------------------- | -------------------------------------- |
| 新伍のああだこうだ （24:35 - 25:05） 深夜映画 （25:05 - 不定）                                      | 正解るんです （1991年4月 - 1992年3月） | ドラマベストセラー （23:58 - 25:53）   |
| 中部日本放送 月曜23:58枠                                                                            |                                        |                                        |
| 筑紫哲也 NEWS23 / 中日新聞ニュース （23:00 - 24:35） ミッドナイトドラマスペシャル （24:35 - 26:30） | 正解るんです （1992年4月 - 1993年3月） | 今田・東野の血が騒ぐ （23:58 - 24:53） |